# Sútor
Sútor és un poble i municipi d'Eslovàquia. Es troba a la regió de Banská Bystrica.

## Història
La primera menció escrita de la vila es remunta al 1410.

## Demografia
| Godina             | 1994 | 2004    | 2014    | 2024    |
| ------------------ | ---- | ------- | ------- | ------- |
| Nombre de persones | 333  | 445     | 555     | 692     |
| Diferència         |      | +33,63% | +24,71% | +24,68% |

| Godina             | 2023 | 2024   |
| ------------------ | ---- | ------ |
| Nombre de persones | 686  | 692    |
| Diferència         |      | +0,87% |